# 亘理町
亘理町（日语：／ Watari chō */?）是位於日本宮城縣南部的町，隸屬於亘理郡。東邊面向太平洋，阿武隈川流經北部邊界並往東流，當地人口則集中在亘理車站周邊的亘理地區等地。亘理町在中世紀為亘理氏的領地，在江戶時代則作為亘理伊達氏的城下町而發展。當地居民在對外通勤與就學上較依賴北邊的名取市、岩沼市和仙台市。

## 地理
亘理町境內約14.2%的面積被山林覆蓋，43.2%的土地為農業用地。西部為海拔不到50公尺的阿武隈高地的北端丘陵，中央地帶則是以國道6號為中心，海拔2.5至10公尺的平坦地帶。東部的沿海地區為海拔接近0公尺的低窪濕地和面積約2.1平方公里的鳥之海潟湖。發源於福島縣旭岳的阿武隈川流經亘理町和岩沼市的邊界，並在東邊注入太平洋。

### 氣候
亘理町屬於太平洋側氣候，夏季涼爽且冬季較溫暖。根據統計，2009年至2019年亘理町的年均溫約為12.4℃，年均降雨量則約1233.9毫米。當地10月至3月受到乾燥的風吹拂，因此容易引發火災；7月至9月則受到颱風的影響容易發生水災。

## 歷史
亘理町在文獻中的最早記錄可追溯至平安時代。當時續日本紀在養老2年（718年）的紀錄中記載「將陸奧國的石城郡、標葉郡、行方郡、宇太郡、日理郡和常陸國的菊多郡六郡分離並設置石城國」。據說「日理」此一地名便是指現在的亘理町。
平安時代前期，日本朝廷於現今的亘理町設置亘理郡衙，其遺址於近代被指定為日本的史跡（三十三間堂官衙遺跡）。而平安時代中期編撰的延喜式中則記載亘理郡内坐落著「鹿島緒名太神社」、「鹿島天足和氣神社」、「鹿島伊都乃比氣神社」以及「安福河伯神社」共4座式內社。11世紀中葉，亘理地區由陸奧國的國司藤原經清管轄。藤原經清在前九年之役中相當活躍，其子則為奧州藤原氏的初代當主藤原清衡。
文治5年（1189年），源賴朝在奧州合戰中消滅奧州藤原氏後，千葉氏的千葉常胤因在合戰中立下戰功而獲得賞賜，其三男武石胤盛則獲封亘理地區。武石氏第4代當主武石宗胤在鎌倉時代後期搬遷至亘理郡，在現今的大雄寺地區興建城堡，並改姓為亘理氏。此後亘理氏統治當地至安土桃山時代後期。
戰國時代末期，亘理氏處於伊達氏的支配之下。天正19年（1591年），亙理重宗轉封至涌谷地區後，亘理地區改由片倉景綱管轄。慶長8年（1603年），伊達政宗改令伊達成實治理當地，亘理地區也改由亘理伊達氏管轄。伊達成實上位後致力於在當地進行城郭改建、城下町的街區劃分、開闢新田地和防洪工程等，為亘理町日後的發展奠定基礎。而亘理伊達氏則統治當地至明治維新時期。
明治22年（1889年）4月1日，日本在當地實施町村制，並設置亘理町、吉田村和逢隈村。昭和18年（1943年）4月29日，荒濱村改制成荒濱町。昭和30年（1955年）2月1日，亘理町和荒濱町、吉田村、逢隈村合併成現今的亘理町。
2011年3月11日的東日本大震災在亘理町引發震度6弱的地震，並造成306位居民死亡、2568棟住宅全毀和920棟住宅半毀。根據統計，當時轄區約48%的面積浸泡在海嘯侵襲帶來的海水當中。而當地的公共設施、住宅和產業的總受損額約為3352億5270萬日圓。

## 行政
現任町長山田周伸於2022年5月在選舉中成功連任，其任期將持續至2026年5月。

## 經濟
根據日本2015年的國勢調查統計，亘理町的就業人口中約7.2%從事第一級產業，31.4%的就業人口從事第二級產業，60.2%則從事第三級產業。當地從事第一級和第二級產業的就業人口比例較宮城縣高，從事第三級產業的就業人口比例則較宮城縣低。而由於境内擁有鳥之海等景點，因此當地也盛行觀光業。根據統計，2015年至2019年亘理町每年約有68萬至73萬的遊客到訪。

## 教育
亘理町内共有6所小學校和4所中學校。根據2021年的統計，境內的小學校共有1626名學生。中學校則共有882名學生。

## 交通
國道6號和常磐自動車道分別通過亘理町的西部和東部地區，其中常磐自動車道在東部地區設置亘理交流道和鳥之海智慧型交流道。鐵路方面，東日本旅客鐵道的常磐線通過亘理町，並由北往南設置逢隈車站、亘理車站和濱吉田車站。

## 姐妹城市
亘理町與以下日本行政區為友好姐妹城市:
| 市町村 | 都道府縣 | 締結日期       |
| ------ | -------- | -------------- |
| 日出町 | 大分縣   | 2014年11月27日 |
| 伊達市 | 北海道   | 1981年         |